# Xiphosomella brasiliensis
Xiphosomella brasiliensis är en stekelart som beskrevs av Szepligeti 1905. Xiphosomella brasiliensis ingår i släktet Xiphosomella och familjen brokparasitsteklar. Inga underarter finns listade i Catalogue of Life.